# Balsam kopaiwa
Balsam kopaiwa (łac. Balsamum Copaivae FP II, syn. Balsamum Copaibae, Balsamum brasiliense, Balsamum jesuitarum, balsam kopaiwa, balsam kopaiba, balsam jezuitów)  – balsam pozyskiwany z drzew z podrodziny brezylkowych. Nazwa drzewa kopaiwa pochodzi z języka Indian Ameryki Południowej i Środkowej, gdzie rośliny z tego rodzaju występują w formie dzikiej.
Wymagania jakościowe dla surowca farmaceutycznego w Polsce określa Farmakopea Polska II (1937 r.), która definiuje balsam kopaiwowy jako przezroczystą, gęstawą ciecz o zabarwieniu od jasnożółtego do brunatnoczerwonego. Zapach określany jako balsamiczny, natomiast smak korzenny, gorzkawy i drapiący.
Balsam kopaiwowy  jest nierozpuszczalny w wodzie, częściowo rozpuszczalny w etanolu (90%), rozpuszczalny w etanolu bezwodnym, chloroformie, eterze, dwusiarczku węgla, kwasie octowym, olejach tłustych i olejkach eterycznych tworząc roztwory przezroczyste lub co najwyżej słabo opalizujące. Roztwory nie powinny intensywnie fluoryzować (fałszerstwo balsamem guriunowym – Balsamum Gurjunae).
Balsam kopaiwowy wykazuje działanie przeciwzapalne, przeciwbakteryjne oraz przeciwpasożytnicze. Może być zastosowany w leczeniu trudno gojących się ran, owrzodzeń i bakteryjnych chorób skóry per se oraz w różnych formach leku recepturowego. Obecnie rzadko stosowany w lecznictwie. Częściej stosowany w kosmetyce (kremy,  preparaty do pielęgnacji włosów suchych i zniszczonych).
Stosowany także do produkcji lakierów i werniksów i w przemyśle papierniczym.